# 1001 Maravilhas Naturais para Ver antes de Morrer
1001 maravilhas naturais para ver antes de morrer é um livro de Michael Bright com a colaboração de alguns dos mais experientes exploradores do mundo e em parceria com a UNESCO, apresenta as mais belas e impressionantes criações da natureza. Mostrando desertos de areias, florestas tropicais, águas verde-esmeralda de lagunas, recifes de corais, rios de lava escorrendo de poderosos vulcões, entre outras maravilhas da natureza.